# Ladislav Nádaši-Jégé
Ladislav Nádaši-Jégé, pseudonimo di Ladislav Ľudovít Jozef Nádaši (Dolný Kubín, 12 febbraio 1866 – Dolný Kubín, 2 giugno 1940), è stato uno scrittore e critico letterario slovacco.

## Biografia
Il padre di Nádaši-Jégé, di professione avvocato, fu sindaco di Dolný Kubín.
Il percorso di studi di Nádaši-Jégé culminò con la laurea in medicina ottenuta a Praga. Lavorò come medico prevalentemente a Dolný Kubín ad eccezione del biennio 1924-1925 durante il quale soggiornò a Bratislava, dato che dopo la laurea non riuscì a concretizzare il suo progetto di recarsi negli Stati Uniti.
Negli anni universitari si avvicinò alla letteratura naturalista, prendendo come modello di riferimento Zola, oltreché alla storia dell'arte, alla filosofia e alla psicologia.
Il suo esordio come scrittore avvenne verso la fine del XIX secolo, però Nádaši-Jégé realizzò i lavori più significativi tra le due guerre mondiali, a cominciare dalla novella storica Wieniawského legenda (La leggenda di Wieniawski, 1922), nella quale l'autore descrisse le vicissitudini e i conflitti tra i turchi, i polacchi e i Tatari avvenuti nel XVII secolo.
L'anno successivo Nádaši-Jégé scrisse il suo capolavoro, intitolato Adam Šangala (1923), una novella imperniata sulle disavventure della famiglia di Adam, che rappresentano simbolicamente le difficoltà dell'intero popolo slovacco del XVII secolo, vessato dai prepotenti e corrotti signori feudali.
Tra le opere di Nádaši-Jégé vanno citate la novella Svätopluk (1928), incentrata sui pregi e sui difetti del principe leggendario omonimo, ed il volume Itália (1931), ispirato alle novelle rinascimentali.
Oltre alle tematiche storiche, Nádaši-Jégé si soffermò su quelle sociali, come nel romanzo autobiografico Cesta životom ("Viaggio sulla vita", 1930), nel quale mise in risalto le paure presenti negli anni immediatamente precedenti alla prima guerra mondiale, oppure nel romanzo Alina Orságová (1934), in cui descrisse la vita degli studenti, o nel romanzo S duchom času ("Con lo spirito del tempo", 1937), dedicato ai contadini e agli ambienti rurali.
Nádaši-Jégé si distinse in numerose attività, come per esempio quella di direttore della rivista letteraria Naša Orava, oppure come redattore di scritti umoristici per la rivista Slovenské pohľady. 
Inoltre, nel 1920, si candidò per il partito nazionale slovacco.
Nádaši-Jégé fu un poliglotta, in quanto conoscitore di numerose lingue, tra le quali l'ungherese, il tedesco, il francese, l'italiano e l'inglese.

## Opere
- Racconto, Pomsta ("Vendetta"), 1897;
- Novella, Výhody spoločenského života ("Vantaggi della vita sociale"), 1889;
- Novella, Wieniawského legenda ("La leggenda di Wieniawski"), 1922;
- Novella, Adam Šangala, 1923;
- Dramma, Krpčeky sv. Floriána ("Fioretti di San Floriano"), 1925;
- Dramma, Mia, 1925;
- Novella, Kuruci, 1925;
- Novella, Magister rytier Donč ("Il maestro cavaliere Donč"), 1926;
- Novella, Horymír, 1926;
- Novella, Svätopluk, 1928;
- Autobiografia, Cesta životom ("Viaggio sulla vita"), 1930;
- Raccolta di novelle, Itália ("Italia"), 1931;
- Novella, Kozinský mlyn ("Il mulino di Kozin"), 1931;
- Novella, Alina Orságová, 1932;
- Antologia di novelle, Medzi nimi ("Tra di loro"), 1934;
- Novella, S duchom času ("Con lo spirito del tempo"), 1937.